# Adam Hrebnicki-Doktorowicz
Adam Doktorowicz-Hrebnicki herbu Ostoja (ur. 24 grudnia 1857?/5 stycznia 1858, zm. 13 października 1941) – polski botanik, profesor ogrodnictwa w Petersburgu.

## Życiorys
Adam Hrebnicki, syn Stanisława i Konstancji z domu Samiszcze, urodził się 24 grudnia 1857 roku w majątku Ciotcza, należącym do jego stryja, w ówczesnym powiecie lepelskim, na ziemi witebskiej. Pierwsze lata młodości spędził u swojego wuja Antoniego Samiszcze w majątku Turosa, gdzie znajdował się jedyny na Rusi sad dochodowy. Nauczył się w nim rozróżniać uprawiane tam: Antonówkę, Titówkę, Aporta, Cukrówkę Litewską, która pod tą nazwą figuruje w Atlasie Owoców Hrebnickiego. W późniejszym okresie przebywał w majątku ojca liczącym 7000 ha w Obolu w dawnym powiecie połockim. Szczepienia drzew owocowych nauczył się jeszcze przed pójściem do szkoły.
W 1886 ożenił się ze Stanisławą Stankiewiczówną, córką Jana i Konstancji z Bejnarów, właścicieli majątku Berżeniki (d. powiat święciański, gmina Dukszty, ziemia wileńska), otrzymując w posagu folwark Staniszki, nazwany przez niego „Rajem”.

## Kariera naukowa i hodowlana

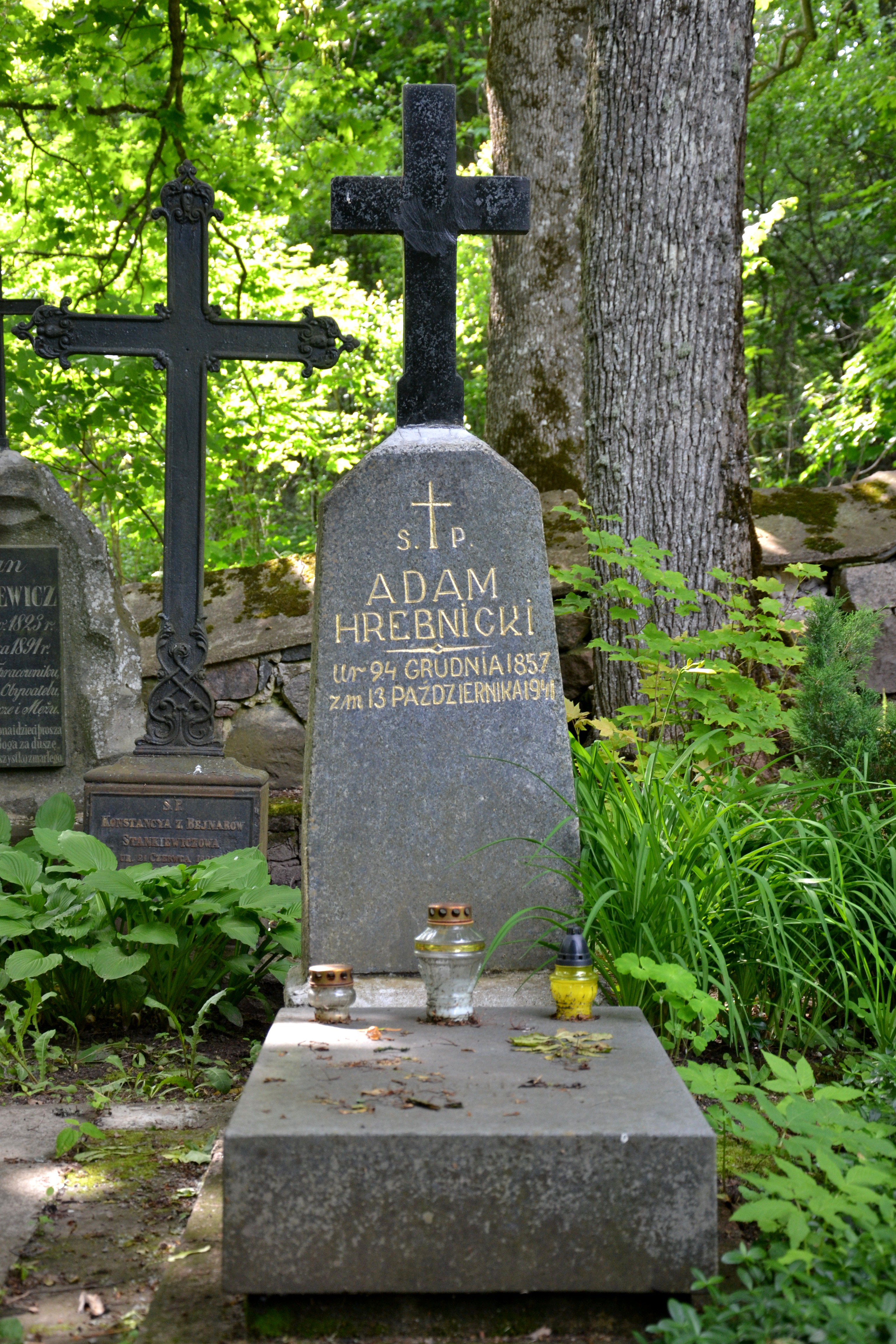
Nagrobek Hrebnickiego w Duksztach Starych (obecnie Dūkšteliai, Litwa)

Po krótkim pobycie w klasycznym gimnazjum w Witebsku uczęszczał w latach 1870-1877 do szkoły realnej w Dyneburgu. Następnie wstąpił do Instytutu Leśnego w Petersburgu, który ukończył w 1883 ze stopniem „uczony leśnik pierwszego rzędu”. Specjalizował się wtedy u botaników: Borodina i Montewerde. Jego praca dyplomowa Krochmal jako substancja zapasowa naszych drzew (za którą otrzymał złoty medal w 1884 roku) zwróciła uwagę profesorów, którzy zaproponowali mu asystenturę w Zakładzie Hodowli Lasów i Inżynierii Leśnej. Będąc już wykładowcą sadownictwa w 1902 roku, objął nowo utworzoną dla niego Katedrę Sadownictwa. Mimo przewrotu w Rosji utrzymał katedrę i uzyskał tytuł profesora.
W 1886 opisał on z własnoręcznymi rysunkami jabłko odmiany Edelbohmer. W tym czasie publikował w petersburskim miesięczniku Wiestnik Sadowodstwa. Opis tej odmiany zamieścił w swoim późniejszym dziele: Atlas Płodów. Od tego czasu rozpoczął działalność publicystyczną. Współpracując z pomologiem, profesorem Aleksandrem Rudzkim przetłumaczył na język rosyjski pracę Nicolasa Gauchera, Handbuch der Obstkultur, wydaną w Berlinie w 1889 roku. Był także autorem licznych ilustrowanych przez siebie artykułów w Encyklopedii Gospodarstwa Wiejskiego wydanej w latach 1900-1906 przez Dewrijena pod redakcją Rudzkiego.
W 1890 roku przystąpił do zakładania w „Raju” sadu pomologicznego na powierzchni 14 hektarów. W 1910 roku znajdowało się tam 437 odmian jabłoni, 154 odmiany grusz, 116 odmian śliw, 82 odmiany czereśni i wiśni, liczne odmiany agrestu, porzeczek i truskawek oraz trzy mateczniki dzikich jabłoni – Malus silvestris i Malus prunifolia, które pochodziły z nasion sprowadzonych z Syberii. Kolekcja odmian szlachetnych drzew i krzewów owocowych zgromadzona w tym sadzie pochodziła z Łotwy, Litwy, Estonii, Białorusi, Rosji, Ukrainy (między innymi okazy z sadów Simirenki), z Polski (z sadów Hosera, Jankowskiego, Ślaskiego, z Warszawskiego Ogrodu Pomologicznego i z Instytutu w Puławach) oraz z Niemiec. Drzewa jabłoniowe niskopienne wyprowadzane na pniach, wysokości od 1/2 do 3/4 arszyna (ok. 36–54 cm) uszlachetniane były zrazami z własnej kolekcji. Znajdowała się tam duża kolekcja drzew owocowych. Sad ten stał się on terenem badań naukowych, które były źródłem późniejszych licznych publikacji, opracowań monograficznych i podręczników. Przykładem znaczącej wówczas pracy w tej dziedzinie jest Uchod za płodowym sadom wydany po raz pierwszy w 1892 roku, a po raz ósmy w 1931, bez zasadniczych zmian.
Poza pracą profesorską w Instytucie Leśnym, pracą szkółkarską i sadowniczą w Berżenikach i w „Raju”, oraz rozległą korespondencją z pomologami z całego świata i pracą publicystyczną – od roku 1884 do chwili wyjazdu z Rosji do Ameryki pełnił czynności eksperta pomologicznego na wystawach pomologicznych państwa. Jego pobyt w Ameryce Północnej w 1894 roku pozwoliła na porównanie sadownictwa w Rosji z sadownictwem Ameryki Północnej.
Carskie Wszechrosyjskie Towarzystwo Pomologiczne po świeżo odbytym Międzynarodowym Zjeździe Pomologów postanowiło uwiecznić swą działalność jakimś pomnikowym wydawnictwem. Książę Anatol Gagarin poddał myśl wydania Atlasu Owoców. Na redaktora z jego inicjatywy powołano Adama Hrebnickiego. W latach 1903–1906 w oparciu o najlepsze dostępne źródła zredagował dzieło pt. Atlas Płodów, zawarte w czterech tomach o wymiarze 14 na 20 cm. Opisał w nim i własnoręcznie zilustrował rysunkami i barwnymi tablicami 46 odmian jabłoni, grusz, śliw, czereśni i wiśni oraz uzupełnił na podstawie własnych badań opisy innych autorów. W rękopisie pozostały sporządzone w okresie międzywojennym szczegółowe opisy i rysunki ok. 1000 odmian jabłoni, notatki dotyczące prowadzonych przez wiele lat obserwacji fenologicznych drzew owocowych w Raju. Przy każdej odmianie podał jej cechy biologiczne sprawdzone we własnym sadzie: mrozoodporność, wytrzymałość na choroby i szkodniki, wymagania glebowe i klimatyczne, jednocześnie oceniając jej wartość handlową. Wyniki swych badań publikował w ówczesnej prasie fachowej, gdzie zachowała się ponad setka jego artykułów.
Atlas Owoców został sfinansowany przy udziale cara Mikołaja II, który przeznaczył na jego wydanie znaczną sumę. Jednocześnie Adam Hrebnicki nagradzany licznymi carskimi orderami zachował polską pisownię tej części dzieła, które odnosiło się do Polski i Polaków.
W okresie międzywojennym z najbliższej stacji kolejowej Dukszty wysyłano co roku największe w Polsce ładunki owoców dla kraju i na eksport. Przez 50 lat sad pomologiczny w Raju był ośrodkiem intensywnych naukowych badań i doświadczeń sadowniczych prowadzonych przez Adama Hrebnickiego. Obserwując przez wiele lat biologiczne właściwości drzew owocowych, wyselekcjonował on odmiany najbardziej odpowiednie do uprawy w warunkach miejscowych: odporne na mróz, obficie plonujące, o smacznych owocach. Poszukiwał też w okolicznych sadach odmian mało znanych, lecz cenionych pod względem sadowniczym, których wartość sprawdzał przez wiele lat w swym sadzie, zanim zaczął je mnożyć w szkółce, rozpowszechniać i propagować. Do odmian tych należą:
- Ananas Berżenicki (zwany też lokalnie Renetą Hrebnickiego), odmiana dziś rozpowszechniona na Litwie, Łotwie, Białorusi i Estonii, znana w Polsce, Niemczech i Szwecji,
- Odmiany wykryte i nazwane przez niego w sadach Berżenik i Gierkan koło „Raju”:
  - Pepina Jana,
  - A la Napoleon,
  - Długotrwałe.
- Nowe odmiany, otrzymane w okresie międzywojennym w Raju, z siewek drzew szlachetnych – m.in.:
  - Zwycięzca Żwirko
  - Szlachcic.

W 1939 roku, po włączeniu Wileńszczyzny do państwa litewskiego, Adam Hrebnicki został powołany na konsultanta w Litewskim Instytucie Agronomicznym. Zmarł 13 października 1941 roku po miesiącu ciężkiej choroby.

## Dalsze losy ośrodka hodowlanego
Władze Litwy, sadownicy litewscy i białoruscy oraz miejscowa ludność postanowili kontynuować dzieło Adama Hrebnickiego. W 1957 roku utworzono w „Raju” punkt badawczy Wileńskiej Doświadczalnej Stacji Rolniczej. Zabezpieczono 300 ocalałych drzew matecznych reprezentujących 26 odmian jabłoni i gruszy. Były między innymi odmiany mało znane jak Popówka, Słodkie Terespolskie, Granatowe, Wargul. Wyremontowano w tym czasie dom, w którym mieszkał Adam Hrebnicki, uporządkowano otaczający ogród. Do dalszych doświadczeń przeznaczono 82 najbardziej dorodne egzemplarze dzikich jabłoni Malus sylvestris i Malus prunifolia.
W 1958 roku oceniono pozytywnie 11 siewek odznaczających się cechami odmian szlachetnych. Należy też wspomnieć o Gruszówce Hrebnickiego, odmianie jabłoni uzyskanej z odrostów drzewa Papierówki. Ma ona bardzo smaczne owoce przypominające smakiem gruszkę. W 1958 roku założono w Raju nowy sad wysadzając na 3 ha 58 odmian jabłoni oraz liczne odmiany agrestu, porzeczek i truskawek.
W 1961 roku w dwudziestolecie śmierci Adama Hrebnickiego odbyła się w Duksztach konferencja sadownicza zorganizowana przez Ministerstwo Gospodarstwa Wiejskiego Litwy. Odbywała się ona pod hasłem: „Spełnić marzenie Adama Hrebnickiego i zamienić całą Litwę w kwitnący sad”. W czasie konferencji otwarto Muzeum pamięci profesora Adama Hrebnickiego, które odwiedzane jest przez liczne wycieczki sadowników, młodzieży, studentów. Jeden z najstarszych praktykantów, J. Szarka współpracujących z Adamem Hrebnickim wspominał:

Miłość do przyrody, którą zaszczepił profesor Adam Hrebnicki w moim sercu, rozrosła się niezwykle silnie.Przyroda mnie wołała i wabiła. Wszystko co poznałem w ciągu 7 lat praktyki u profesora zachowało się w pamięci jak w książce. Zostałem namiętnym wielbicielem przyrody...